# La vita semplice
La vita semplice è un film del 1946 diretto da Piero Costa e Francesco De Robertis (subentrato al primo).

## Trama
Mercoledì 15 aprile di un anno qualsiasi.

La “ditta” veneziana Bressan e figli fabbrica gondole di tanto in tanto; più spesso il titolare si gode il sole, la primavera e i magnifici scorci della laguna. Il figlio è considerato un buono a nulla. L'unico che lavora è il Bepi. Ma da solo, vecchio com'è, può fare ben poco.

L'industriale milanese Giulio Caldri ha deciso di realizzare una fabbrica a Venezia ed ha scelto proprio lo squero del Bressan per insediarla. Ritiene che trovare un accordo col Bressan sia un gioco da ragazzi. Dà ordine all'autista di preparare il motoscafo. 
È giovedi. I Bressan varano finalmente una gondola! Ma durante il giro inaugurale nei canali veneziani l'imbarcazione viene speronata da un motoscafo: a bordo c'è l'avvocato Caldri. Sulla gondola vi sono Toto e Bepi. 

In commissariato, Toto mostra una notevole abilità logico-dialettica e dimostra in maniera inoppugnabile che la ragione è dalla sua parte. Caldri desiste quindi dal fargli causa ed accetta di pagargli i danni. Le diecimila lire ricevute soddisfano un creditore. Ma il giorno dopo, venerdì 17, se ne devono presentare altri due.
Quella mattina Bressan padre accoglie un bambino scappato di casa: dice di chiamarsi Mao.

Caldri si reca personalmente da Bressan padre e cerca di convincerlo a vendergli la proprietà, ma ottiene un rifiuto. Irato, decide di cacciarlo via dallo squero senza dargli una lira: compra i suoi debiti, sapendo che Bressan è pieno di cambiali andate in protesto e che non ha i soldi per pagarle.
Il giorno dopo, venerdì 17, l'ufficiale giudiziario viene a portare via i mobili. Nella sua residenza, l'avvocato si mette a tavola. Inaspettatamente si ritrova solo: la figlia è arrabbiata con lui, mentre il commercialista ed Andrea (il futuro genero) hanno preferito essere altrove.

Finito il pasto, dà ordine all'autista di portarlo dal Bressan. Nello stesso momento allo squero i mobili vengono caricati su una barca che solca lo stesso canale del motoscafo dell'avvocato milanese, ma in senso contrario. L'autista fa in tempo a vedere la barca, ma inaspettatamente Caldri gli ordina di speronarla. Davanti allo sconcerto generale, Caldri rivela che ha rilevato lui i debiti di Bressan perciò quel materiale è suo. Quindi dispone che venga riportato esattamente dov'era stato preso.

E vissero felici e contenti.

## Produzione
La vita semplice è l'ultimo dei sei film prodotti dalla Scalera con la regia di De Robertis. Inizialmente la regia era stata affidata a Piero Costa. Il titolo del film doveva essere originariamente I figli della laguna. Le riprese iniziarono pochi giorni prima del tracollo della RSI, il 20 aprile 1945, tanto è vero che il regista dovette interrompere i lavori. 
Il film venne poi recuperato ed ultimato, sempre nel 1945, da Francesco De Robertis, che sostituì Piero Costa e cambiò il titolo nel definitivo La vita semplice.
Nel cast De Robertis inserisce (nel ruolo di Migia), per la seconda volta Anna Bianchi, una delle due attrici che il regista riconfermò dopo un'altra pellicola.
Il film fu completamente doppiato a Roma nell'estate del 1946 presso gli studi della Fono Roma dalla neonata CDC, uscendo nelle sale alla fine dello stesso anno.
Si tratta di uno dei pochi film prodotti durante il Cinevillaggio ad essere stato trasmesso in televisione.

## Critica
(Filippo Sacchi, Corriere della Sera)